# ニューハート・ワタナベ国際病院
ニューハート・ワタナベ国際病院（ニューハート・ワタナベこくさいびょういん）は、東京都杉並区浜田山三丁目にある病院である。心臓血管疾患の専門病院。無料ネット外来を行っている。ダ・ヴィンチ外科手術システムが導入されている。

## 沿革
2014年（平成26年）5月12日 開院。
総長は心臓外科医で、元金沢大学心肺・総合外科教授の渡邊剛。2019年、2020年、2021年のロボット心臓手術数が世界一。2019年の弁膜症手術件数は日本一。初の世界一となった2019年にはインテュイティヴ・サージカル社より表彰を受けている。

## 診療科
- 心臓血管外科
- 心臓外科
- 循環器内科
- 呼吸器外科
- 血管外科
- 内分泌外科
- 麻酔科

## 診療時間
|      | 月                                  | 火                                  | 水                                  | 木                                  | 金                                  | 土・日・祝 |
| ---- | ----------------------------------- | ----------------------------------- | ----------------------------------- | ----------------------------------- | ----------------------------------- | ---------- |
| 午前 | 9:00-13:00 （当日受付：11:30まで）  | 9:00-13:00 （当日受付：11:30まで）  | 9:00-13:00 （当日受付：11:30まで）  | 9:00-13:00 （当日受付：11:30まで）  | 9:00-13:00 （当日受付：11:30まで）  | ー         |
| 午後 | 14:00-17:00 （当日受付：16:00まで） | 14:00-17:00 （当日受付：16:00まで） | 14:00-17:00 （当日受付：16:00まで） | 14:00-17:00 （当日受付：16:00まで） | 14:00-17:00 （当日受付：16:00まで） | ー         |

## 施設の指定等
- 保険医療機関
- 指定自立支援医療機関（更生医療・育成医療）
- 身体障害者福祉法指定医の配置されている医療機関

## 交通アクセス
- 京王井の頭線浜田山駅下車、徒歩5分。